# Quercus obtusata
Quercus obtusata — вид рослин з родини букових (Fagaceae), поширений у Мексиці.

## Опис
Це дерево від 8 до 15 метрів заввишки; стовбур від до 40–60 см у діаметрі. Кора розщеплена на пластинки, червонувато-сіра або чорна. Гілочки тонкі, сірі або чорні зі зірчастими і залозистими трихомами, майже голі. Листки опадні, товсті, від оберненояйцеподібних до еліптичних, плоскі, іноді злегка опуклі, 7–14 × 4–8 см; верхівка округла або тупа; основа округла до серцеподібної; край товстий, круглозубий, радше ніж зубчастий, рідко цілий; верх оливково-зелений, блискучий, зі зірчастими й простими залозистими волосками, переважно біля основи середньої жилки, майже голі; низ блідо-зелений, тьмяний, вовнистий; ніжка майже гола, 5–11 мм. Період цвітіння: квітень — травень. Тичинкові суцвіття 3–10 см завдовжки, з численними квітками. Жолуді одинарні або від 2 до 5 разом на ніжці 2–3 см, кулясті, іноді яйцеподібні, 10–16 мм завдовжки; чашечка вкриває 1/3 горіха, з нещільними, притиснутими, сірими лусочками; дозрівають першого року у вересні — листопаді; їстівні.

## Середовище проживання
Поширення: Мексика (Агуаскалієнтес, Герреро, Дуранго, Гуанахуато, Ідальго, Халіско, Мехико, Мічоакан, Моралес, Наяріт, Оахака, Пуебла, Керетаро, Сан-Луїс-Потосі, Тласкала, Веракрус, Сакатекас). Росте на висотах від 1240 до 2630 метрів, у дубових лісах, сосново-дубових лісах та на переході з посушливим тропічним чагарником.

## Використання
Цей вид використовується для дров, деревного вугілля, виробництва стовпів, бочок і балок; дублення шкір; для паперу.

## Загрози
У минулому столітті в лісах Мексики спостерігалася значна деградація та роздробленість внаслідок вирубки лісів та зміни землекористування для сільського господарства.

## Галерея

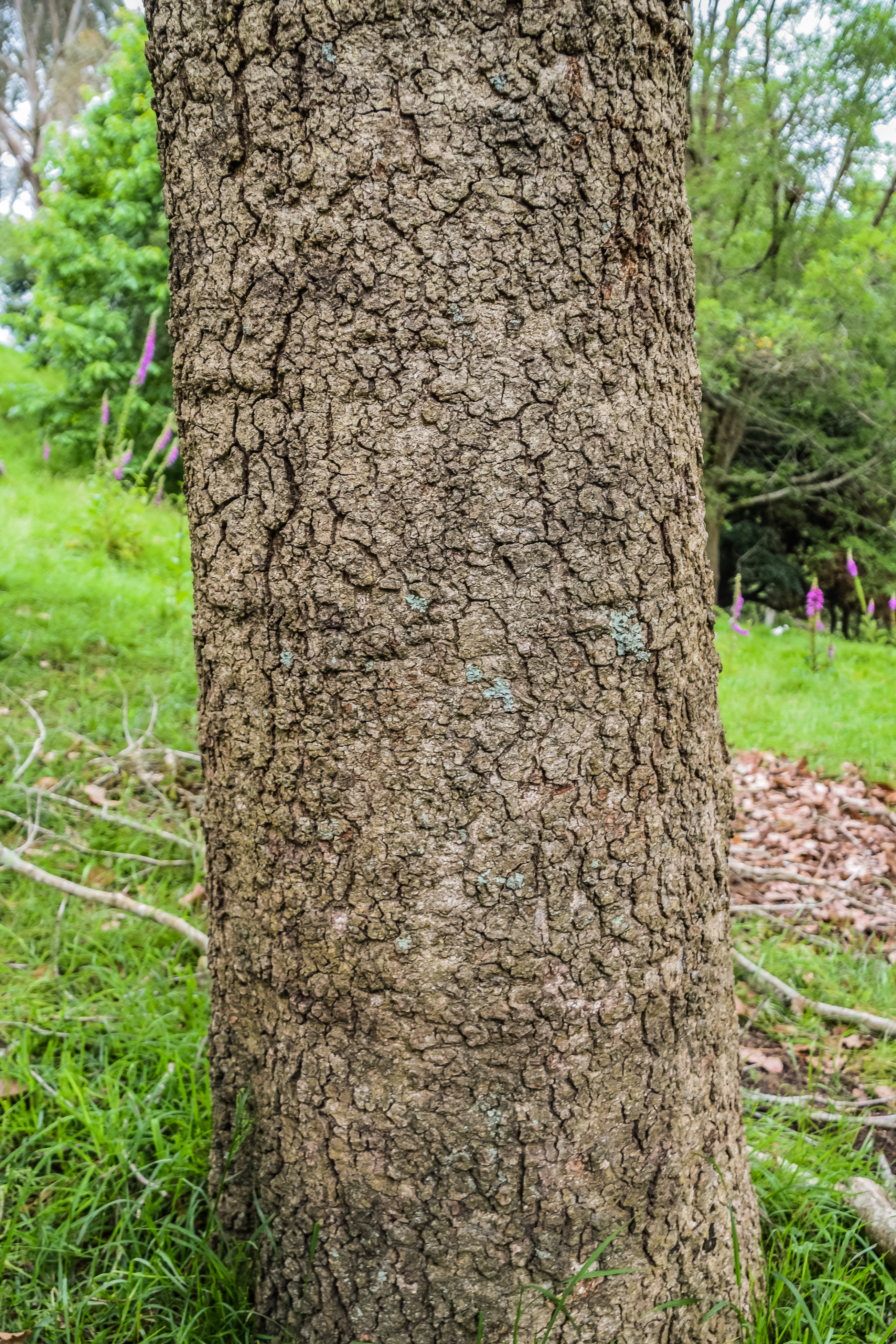
стовбур
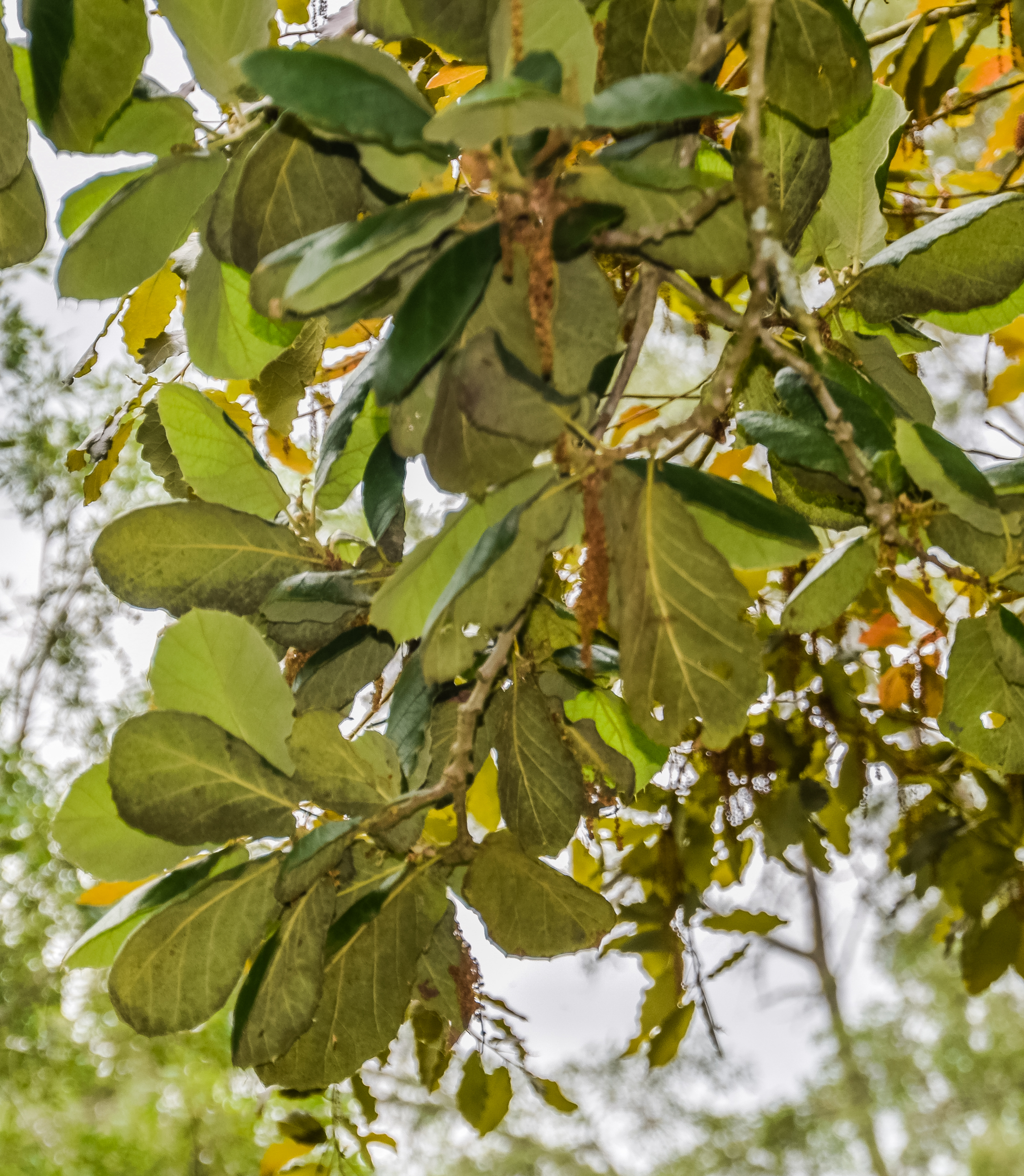
гілки з листям
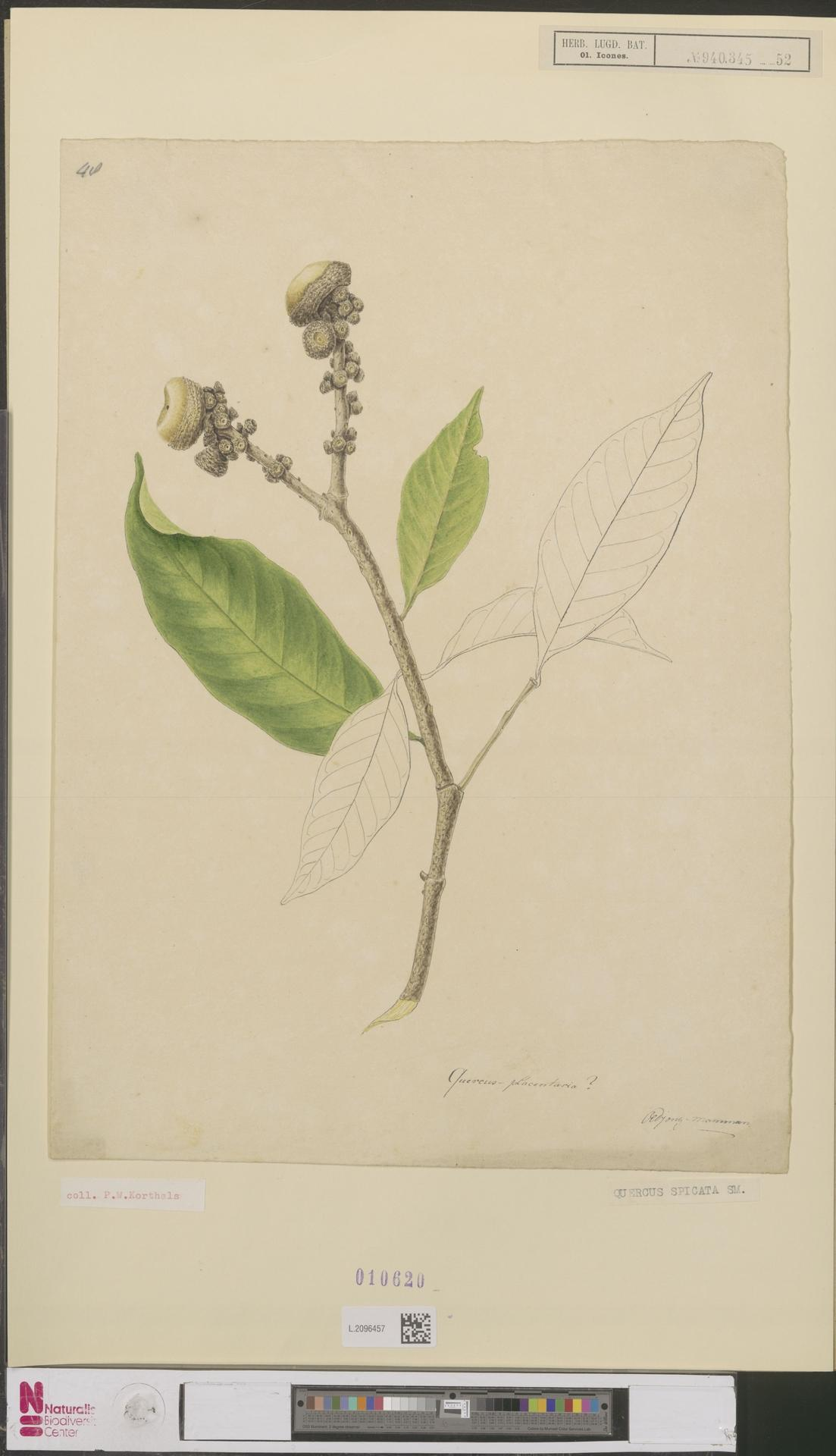
ілюстрація